# Geoff Bent

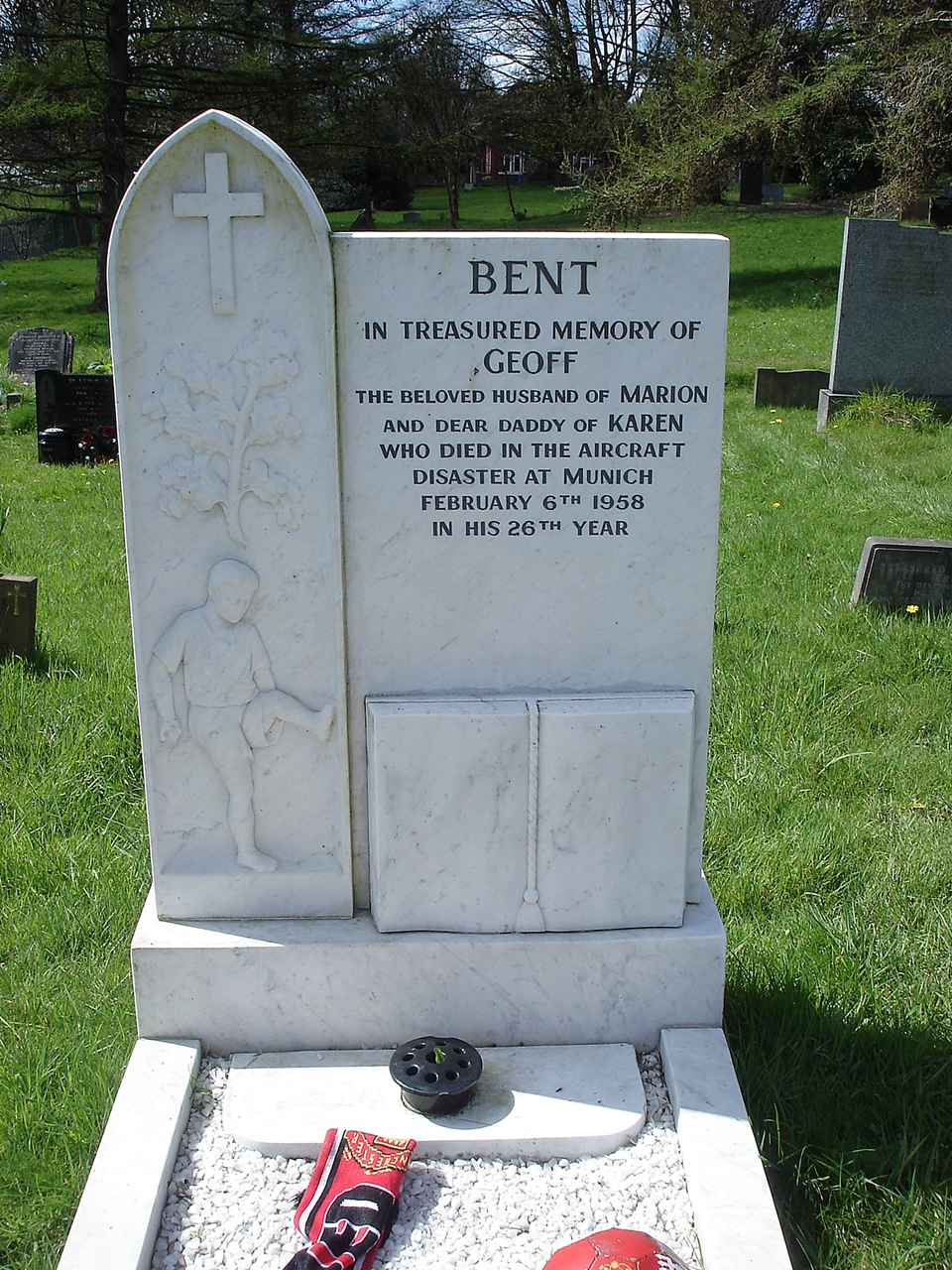
Geoff Bent - nagrobek na cmentarzu kościoła św. Jana Ewangelisty, Pendlebury

Geoffrey Bent (ur. 27 września 1932, zm. 6 lutego 1958) – angielski piłkarz. Jeden z tzw. Dzieci Busby'ego, młodego zespołu budowanego przez menedżera Matta Busby'ego w połowie lat 50. Był w gronie ośmiu zawodników, którzy zginęli w katastrofie lotniczej w Monachium.

## Kariera
Urodzony w Salford w hrabstwie Lancashire. Dołączył do United latem 1948. Po kilku sezonach gry w zespołach młodzieżowych i rezerwach w 1951 został włączony do kadry pierwszego zespołu. Przez siedem lat rozegrał 12 spotkań w The Football League.
W sezonie 1957/58 nie rozegrał żadnego spotkania w pierwszym składzie. Do Belgradu pojechał tylko jako zastępca Rogera Byrne, który początkowo miał nie zagrać w tym meczu. Ostatecznie jednak zdołał wyleczyć kontuzję.